# Dystansowanie społeczne

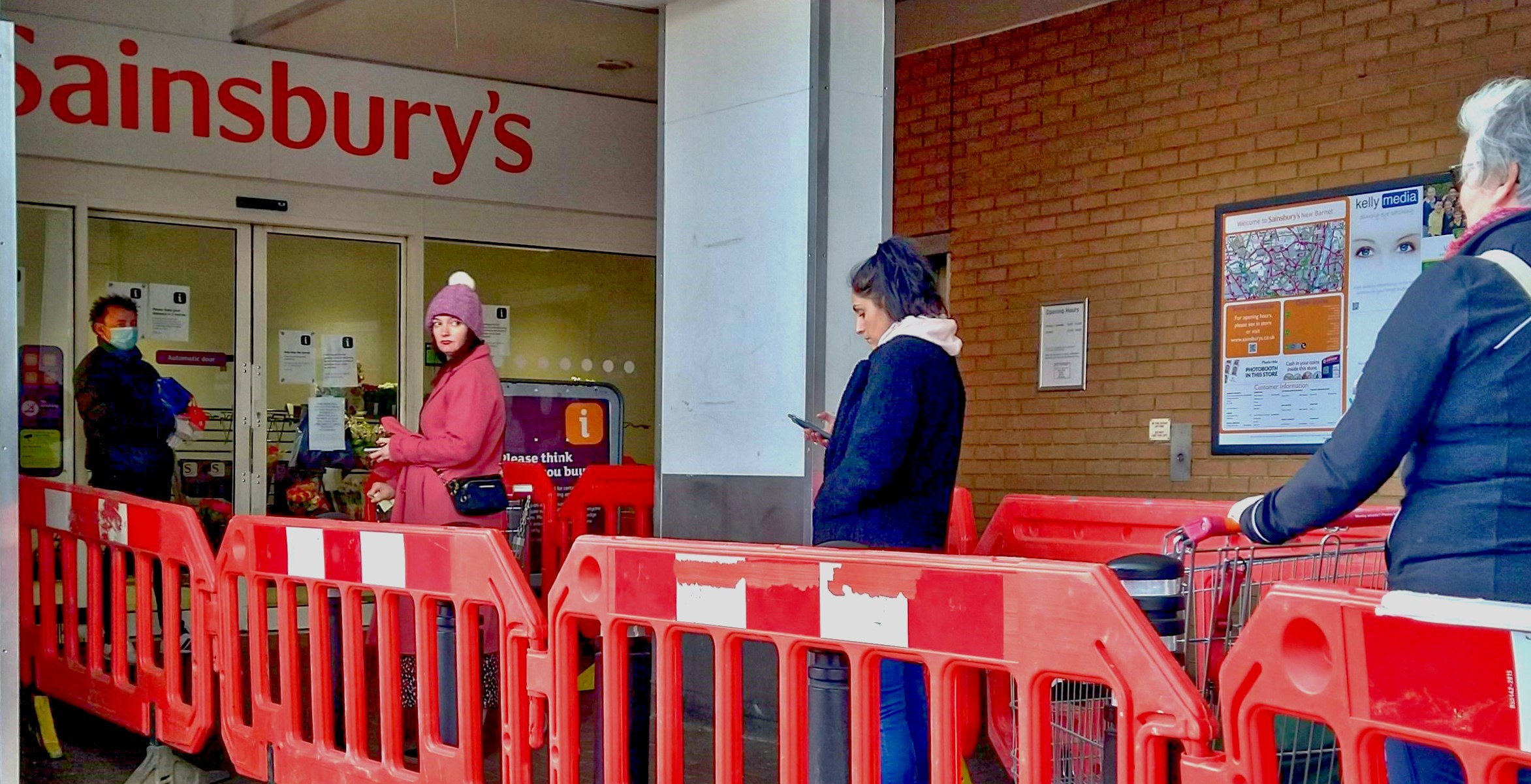
Ludzie zachowujący dystans społeczny podczas oczekiwania na wejście do sklepu. Aby umożliwić kupującym zachowanie dystansu w obrębie sklepu, jednorazowo wpuszcza się do środka tylko ograniczoną liczbę osób.

Dystansowanie społeczne (ang. social distancing), dystansowanie fizyczne (ang. physical distancing) – szereg niefarmaceutycznych działań lub środków podejmowanych w celu zapobiegania rozprzestrzenianiu się choroby zakaźnej poprzez utrzymywanie fizycznego dystansu między ludźmi i zmniejszanie częstotliwości, z jaką ludzie wchodzą ze sobą w bliski kontakt. Wiąże się to z utrzymywaniem odległości co najmniej dwóch metrów od innych i niedopuszczaniem do spotykania się w dużych grupach. Poprzez zmniejszenie prawdopodobieństwa, że dana niezakażona osoba wejdzie w fizyczny kontakt z osobą zakażoną, można zminimalizować lub wyeliminować przenoszenie się choroby, co prowadzi do mniejszej liczby chorych oraz mniejszej liczby zgonów.
W celu spowolnienia rozprzestrzeniania się chorób zakaźnych i uniknięcia przeciążenia służb zdrowia, szczególnie w czasie pandemii, stosuje się szereg środków mających na celu zachowanie dystansu społecznego, włączając w to zamykanie szkół i miejsc pracy, izolację, kwarantannę, ograniczanie przemieszczania się osób i odwoływanie masowych zgromadzeń. Tego typu rozwiązania zostały z powodzeniem wdrożone w kilku poprzednich epidemiach. W Saint Louis, wkrótce po wykryciu w mieście pierwszych przypadków zachorowań na grypę podczas pandemii grypy w 1918 r., władze zamknęły szkoły, zakazały organizowania zgromadzeń publicznych i wprowadziły inne działania mające na celu zachowanie dystansu społecznego. Współczynnik śmiertelności w St. Louis był znacznie niższy niż w Filadelfii, która pomimo odnotowania przypadków grypy, pozwoliła na kontynuowanie masowych parad i wprowadziła zdystansowanie społeczne dopiero po ponad dwóch tygodniach od wystąpienia pierwszych przypadków.
Działania związane z dystansowaniem społecznym są skuteczniejsze, gdy choroba zakaźna rozprzestrzenia się poprzez drogę kropelkową (kaszel lub kichanie); bezpośredni kontakt fizyczny, w tym kontakt seksualny; pośredni kontakt fizyczny (np. poprzez dotknięcie skażonej powierzchni) lub transmisję drogą powietrzną (jeśli mikroorganizm może przetrwać w powietrzu przez długi czas). Działania te są mniej skuteczne, jeżeli zakażenie jest przenoszone głównie przez skażoną wodę lub żywność bądź przez nosicieli, takich jak komary lub inne owady.
Wady dystansowania społecznego mogą obejmować samotność, zmniejszoną produktywność i utratę innych korzyści związanych z interakcjami międzyludzkimi.

## Definicja
Centers for Disease Control and Prevention (CDC) opisały społeczne dystansowanie jako „zbiór metod ograniczania częstotliwości i stopnia bliskości kontaktu między ludźmi w celu zmniejszenia ryzyka transmisji choroby”. Podczas pandemii koronawirusa w latach 2019–2020 CDC zrewidowało definicję społecznego dystansowania jako „pozostawanie z dala od miejsc kongregacji, unikanie masowych zgromadzeń i utrzymywanie w miarę możliwości dystansu (około 6 stóp lub 2 metrów) od innych”.
Światowa Organizacja Zdrowia (WHO) podczas pandemii koronawirusa w latach 2019–2020 zasugerowała określenie dystansowanie fizyczne zamiast dystansowanie społeczne kierując się założeniem, że jest to fizyczny dystans, który uniemożliwia transmisję; ludzie mogą pozostać w kontakcie społecznym dzięki technologii. W 2009 roku WHO określała społeczne dystansowanie się jako „zachowanie odległości co najmniej na długość ręki od innych i ograniczanie do minimum zgromadzeń”.

## Działania
Świadomość, że choroba aktualnie się rozprzestrzenia, może spowodować zmianę zachowania osób, które decydują się na trzymanie z dala od miejsc publicznych i innych ludzi. Takie zdystansowanie społeczne, wdrażane w celu zwalczania epidemii, może przynieść korzyści, ale wiąże się z kosztami ekonomicznymi. Badania wskazują, że aby środki te były skuteczne, muszą być stosowane rygorystycznie i natychmiastowo.

### Unikanie kontaktów fizycznych
Zachowanie co najmniej dwumetrowej odległości od siebie i unikanie uścisków i gestów związanych z bezpośrednim kontaktem fizycznym pozwalają zmniejszyć ryzyko zakażenia podczas pandemii grypy i pandemii koronawirusa w 2020 roku. Tego rodzaju odseparowanie, oprócz środków higieny osobistej, zalecane jest również w miejscach pracy. W miarę możliwości wskazane jest wykonywanie pracy w domu.

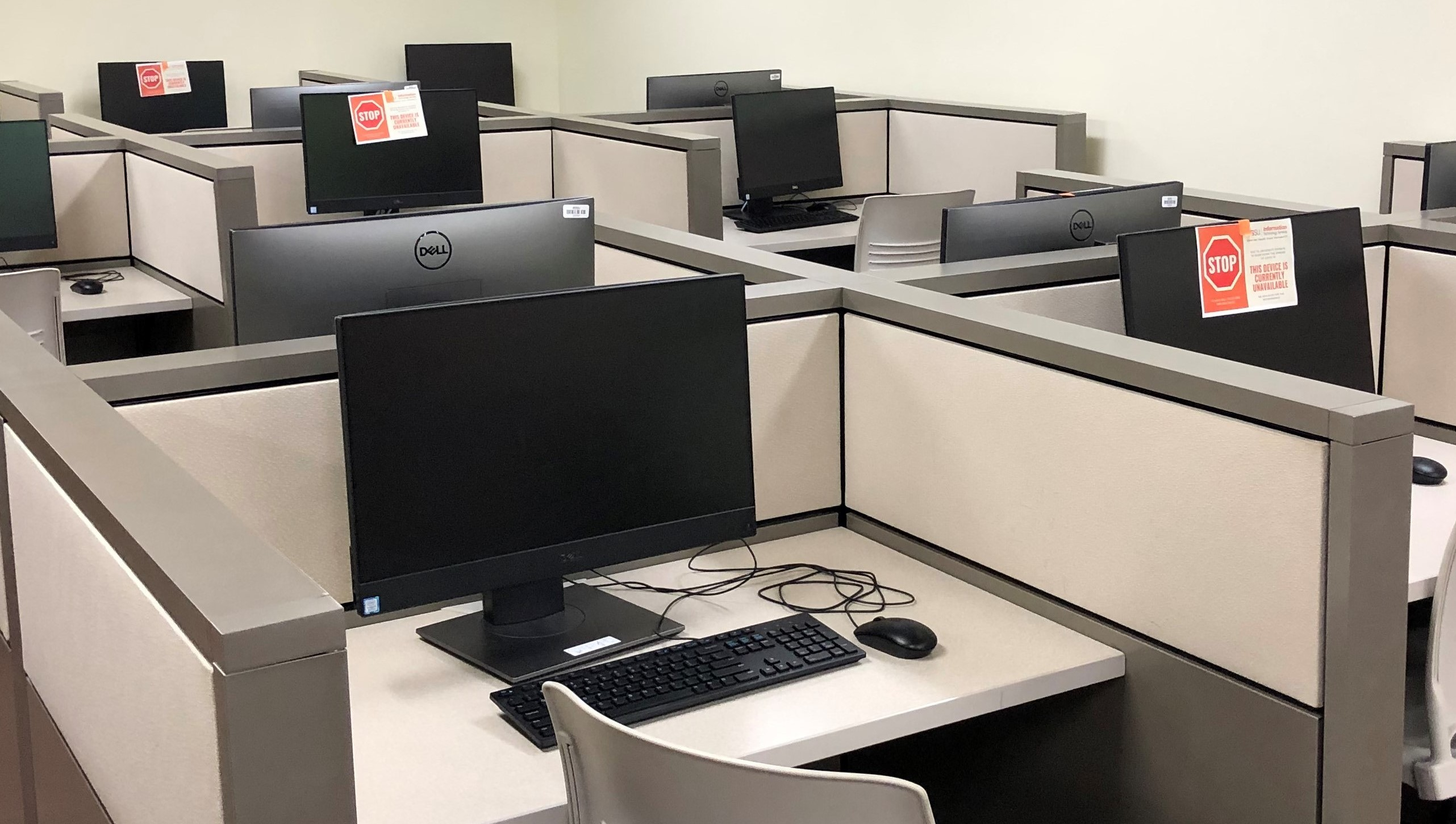
W tej pracowni komputerowej co drugie stanowisko pracy zostało zamknięte w celu zwiększenia dystansu pomiędzy pracownikami.
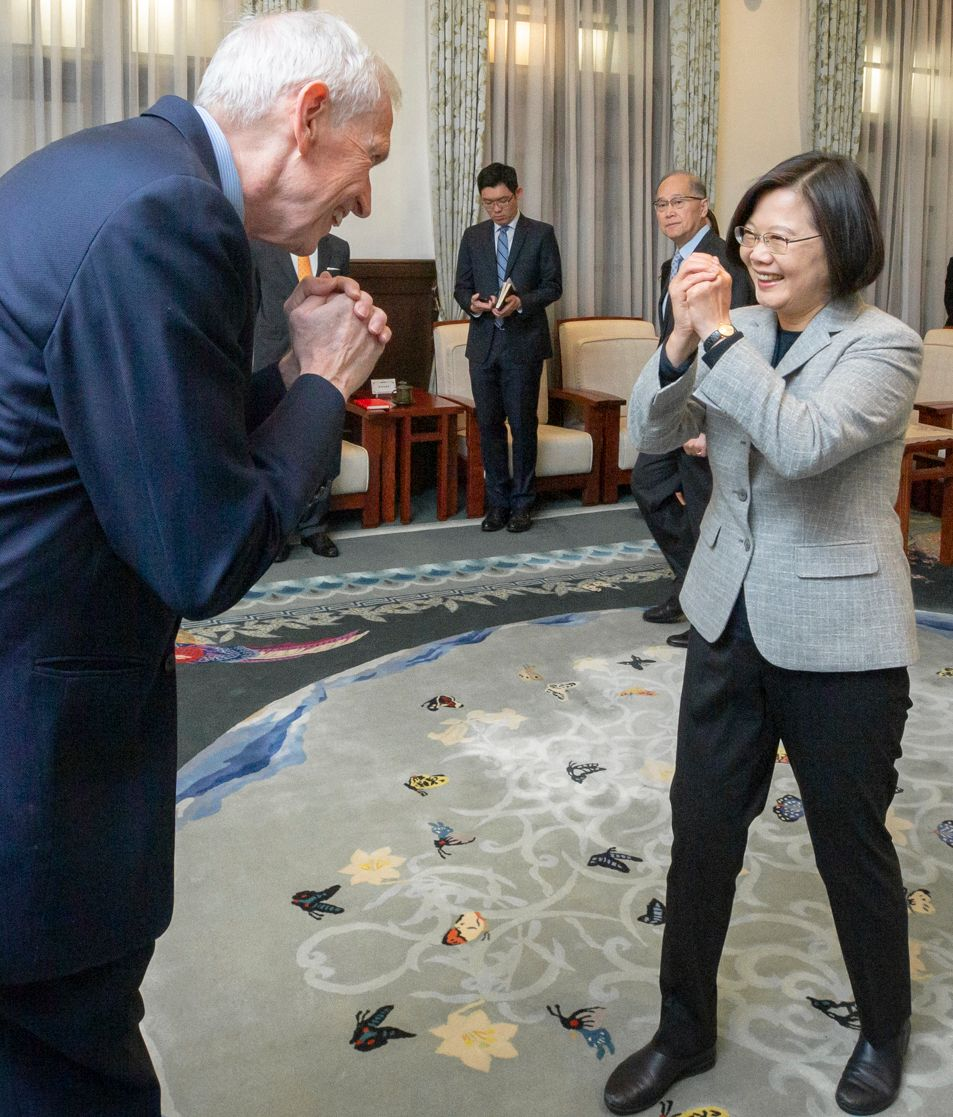
Powitanie z zachowaniem fizycznego dystansu. Po prawej Tsai Ing-wen, prezydent Republiki Chińskiej.
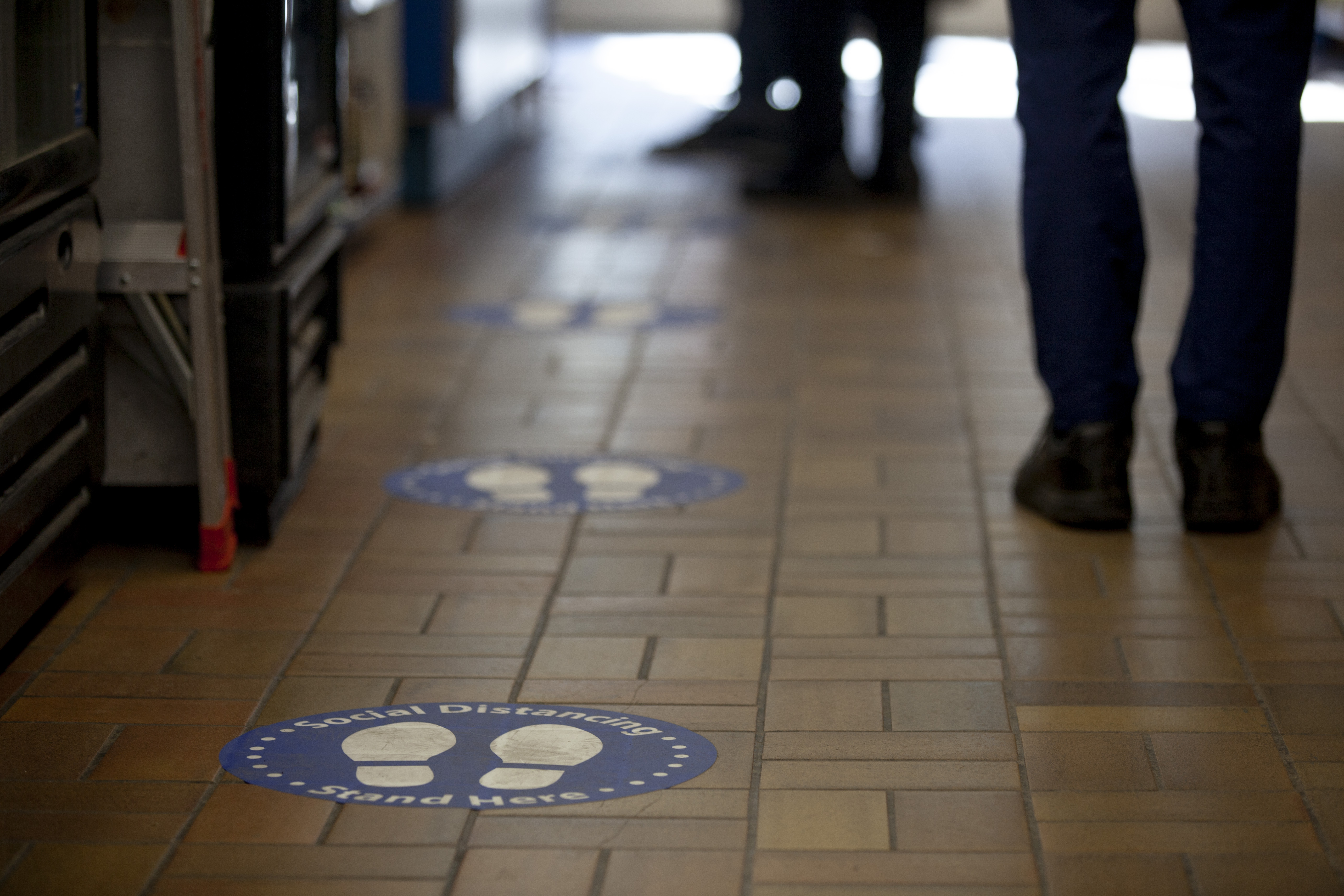
Oznaczenia na podłogach mogą ułatwić ludziom zachowanie dystansu w miejscach publicznych

### Zamykanie placówek oświatowych
Przeprowadzone modelowanie matematyczne wykazało, że transmisja wirusa może zostać opóźniona dzięki zamykaniu szkół. Jednak skuteczność tej metody zależy od kontaktów, jakie dzieci utrzymują poza szkołą. Często zdarza się, że jedno z rodziców musi wziąć czas wolny od pracy, przy czym może być konieczne długotrwałe zamknięcie szkoły. Czynniki te mogą powodować dezorganizację społeczną i ekonomiczną.

Symulacja wpływu dystansowania społecznego na rozprzestrzenianie się wirusa

### Zamykanie miejsc pracy
Badania modelowe i symulacyjne oparte na danych z USA sugerują, że jeśli 10% dotkniętych miejsc pracy zostanie zamkniętych, ogólny wskaźnik przenoszenia zakażenia wyniesie około 11,9%, a szczytowy czas epidemii zostanie nieco opóźniony. Natomiast jeśli 33% dotkniętych miejsc pracy zostanie zamkniętych, wskaźnik zachorowań spadnie do 4,9%, a szczytowy czas epidemii zostanie opóźniony o tydzień.

### Kwarantanna potencjalnych przypadków
Podczas wybuchu epidemii SARS w Singapurze w 2003 r. około 8000 osób poddano obowiązkowej domowej kwarantannie, a dodatkowe 4300 osób zobowiązano do samodzielnego monitorowania objawów i codziennego kontaktowania się telefonicznego z organami służby zdrowia w celu kontroli epidemii. Chociaż ostatecznie tylko u 58 z tych osób zdiagnozowano SARS, urzędnicy publicznej służby zdrowia byli zadowoleni, że środek ten przyczynił się do zapobieżenia dalszemu rozprzestrzenianiu się zakażenia. Dobrowolna samoizolacja mogła przyczynić się do ograniczenia przenoszenia grypy w Teksasie w 2009 roku. Odnotowano krótko- i długoterminowe negatywne skutki psychologiczne.

### Kordon sanitarny
W 1995 r. kordon sanitarny posłużył do kontroli wybuchu epidemii wirusa Ebola w Kikwit w Zairze. Prezydent Mobutu Sese Seko otoczył miasto wojskami i zawiesił wszystkie loty do Kikwitu, Światowa Organizacja Zdrowia i zairskie zespoły medyczne postawiły kolejne kordony sanitarne, izolując strefy pochówku i leczenia od ogólnej populacji oraz skutecznie powstrzymując infekcję.

## Wady

### Wpływ na zdrowie psychiczne
Istnieją obawy, że zdystansowanie społeczne może mieć negatywny wpływ na stan zdrowia psychicznego osób zaangażowanych. Prowadzić może ono do wystąpienia stresu, lęku, depresji lub paniki, szczególnie u osób z wcześniejszymi schorzeniami, takimi jak zaburzenia lękowe, zaburzenia obsesyjno-kompulsywne i paranoja. Szeroko rozpowszechnione doniesienia medialne o pandemii, jej wpływie na gospodarkę i wynikających z niej trudnościach mogą budzić niepokój. Zmiana sytuacji w życiu codziennym i niepewność co do przyszłości mogą zwiększyć stres psychiczny związany z byciem z dala od innych ludzi.

## Podstawy teoretyczne
Z punktu widzenia epidemiologii, podstawowym celem stojącym za społecznym dystansowaniem jest zmniejszenie podstawowej liczby odtwarzania R0, czyli średniej liczby wtórnych osobników zakażonych, generowanej przez jedną pierwotną osobę zakażoną w populacji, w której wszystkie osobniki są jednakowo podatne na chorobę. W podstawowym modelu społecznego dystansu, w którym część f populacji angażuje się w zachowanie dystansu społecznego zmniejszając swoje kontakty interpersonalne do ułamka a swoich normalnych kontaktów, nowa faktyczna liczba reprodukcyjna R jest określona za pomocą wzoru:
{\displaystyle R=[1-(1-a^{2})f]R_{0}}